# John Landsteiner
John Landsteiner (* 19. Mai 1990 in Mankato) ist ein US-amerikanischer Curler. Derzeit spielt er als Lead im Team von John Shuster.

## Karriere
Landsteiner begann seine internationale Karriere bei der Juniorenweltmeisterschaft 2011 als Ersatzspieler im Team von Aaron Ward. Die Mannschaft wurde Sechster.
2014 nahm er als Lead im vom John Shuster geführten US-amerikanischen Team an den Olympischen Winterspielen in Sotschi teil und wurde dort Neunter.
Bei seiner ersten Weltmeisterschaft 2015 spielte er als Lead in Shusters US-Team und kam auf den fünften Platz. Im darauffolgenden Jahr kam er mit der amerikanischen Mannschaft um Shuster auf den dritten Platz. Im Spiel um Platz 3 besiegten die Amerikaner Japan mit Skip Yūsuke Morozumi. Bei der Weltmeisterschaft 2017 zog er wieder in das Spiel um Platz 3 ein, verlor aber gegen das Schweizer Team um Peter de Cruz.
Bei den US-amerikanischen Meisterschaften gewann er 2015 und 2017 die Goldmedaille, 2016 die Silbermedaille und 2013 und 2012 die Bronzemedaille.
Landsteiner gewann im November 2017 mit dem Team von John Shuster die amerikanischen Olympic Team Trials und nahm mit Shuster, Tyler George (Third) und Matt Hamilton (Second) für die USA an den Olympischen Winterspielen 2018 in Pyeongchang teil. Nach fünf Siegen und vier Niederlagen in der Round Robin zogen die Amerikaner in die Finalrunde ein. Im Halbfinale besiegten sie Kanada mit Skip Kevin Koe. Im Finale schlugen sie Schweden mit Skip Niklas Edin mit 10:7 und gewannen die Goldmedaille.

## Privatleben
Landsteiner ist verheiratet und arbeitet als Projektingenieur.